# Terrerola de l'Índia
La terrerola de l'Índia (Calandrella raytal) és una espècie d'ocell de la família dels alàudids (Alaudidae) que habita aiguamolls i zones de ribera del sud-est de l'Iran, Afganistan, oest i nord de l'Índia i zona limítrofa de Myanmar.